# Francisco Viana
Francisco Guilherme dos Reis Viana (* 14. Dezember 1999) ist ein brasilianischer Hürdenläufer, der sich auf die 400-Meter-Distanz spezialisiert hat. 2025 wurde er über diese Distanz in Mar del Plata Südamerikameister.

## Sportliche Laufbahn
Erste Erfahrungen bei internationalen Meisterschaften sammelte Francisco Viana im Jahr 2021, als er bei den U23-Südamerikameisterschaften in Guayaquil in 51,14 s die Goldmedaille über 400 m Hürden gewann. 2025 siegte er dann in 50,03 s bei den Südamerikameisterschaften in Mar del Plata.
2024 wurde Viana brasilianischer Meister im 400-Meter-Hürdenlauf.

## Persönliche Bestzeiten
- 400 m Hürden: 49,56 s, 30. März 2025 in Bragança Paulista